# つるぎ町立明谷小学校
つるぎ町立明谷小学校（つるぎちょうりつ みょうだにしょうがっこう）は、徳島県美馬郡つるぎ町一宇字大屋内にあった公立小学校。
児童数の減少などの理由で1997年3月31日をもって休校し、同年4月1日に一宇村立古見小学校に統合された。

## 概要
- 学校の約2Km西に黒笠山がある。黒笠山を源に明谷川が校舎の横を流れる。深い山の中の学校。斜面を開いて造った運動場はL字形をしていた[1]。
- 現在、鉄筋校舎が残っている。校庭には、別目的のガレージや事務所が建っている。現在は、廃棄物処理施設となっている。

## 旧校舎
- 木造2階建て。一宇中学校明谷分校が併設されていた[1]。

## 新校舎
- 鉄筋コンクリート3階建て。床暖房が徳島県内初めて導入された[1]。

## 基礎データ
全校生徒数
- 9人（1991年度（平成3年度）当時）[1]

全卒業生数　
- ○人

## 沿革
- 1874年（明治7年）4月1日 - 創立。
- 1889年（明治22年）10月1日 - 町村制施行に伴い、一宇口山村・一宇奥山村が合併し、一宇村が成立。
- 1947年（昭和22年）4月1日 - 学制改革により、一宇村明谷小学校と改称。
- 1951年（昭和26年） - 旧校舎完成[1]。
- 1962年（昭和37年）7月 - 給食開始。
- 1974年（昭和49年）5月 - 完全給食開始。
- 1997年（平成9年）
  - 3月31日 - 休校[1]。
  - 4月1日 - 一宇村立古見小学校に統合。
- 2005年（平成17年）3月1日 - 町村合併により、つるぎ町立明谷小学校と改称。

## 校歌
- 「黒笠山を流れおつ清らかな水よ僕らの命・・・。」[1]

## 交通

### 最寄駅
- JR徳島線貞光駅

### 最寄バス停
- つるぎ町コミバス○○バス停

## 統合先小学校
- つるぎ町立古見小学校
- つるぎ町立貞光小学校

## 進学先中学校
- つるぎ町立一宇中学校（2010年3月31日休校。）
- つるぎ町立貞光中学校（2010年4月1日から。）